# Legión Auxiliar Británica
La Legión Auxiliar Británica (British Auxiliary Legion, en inglés) fue el cuerpo militar de voluntarios formado en 1835 por el Reino Unido de Gran Bretaña e Irlanda a petición del gobierno de la regente de España, María Cristina de Borbón para apoyar a las tropas liberales durante la primera guerra carlista.
Con anterioridad, y en virtud del acuerdo de la Cuádruple Alianza, el Reino Unido mantenía con su armada el control del tráfico marítimo en buena parte del Cantábrico, pero la situación en tierra se había vuelto difícil para el ejército isabelino.

## Historia
El 30 de julio de 1835 arribó a Santander el primer batallón de la Legión Auxiliar Británica, con el resto de efectivos que fueron llegando durante todo el verano. Unos 1000 soldados recibieron albergue en la ciudad, mientras que otros 4000 se establecieron en el monasterio de Monte Corbán, quedando el recinto arrasado en su interior tras su paso.
A finales del verano de 1836, un número próximo a los 10 000 hombres de la unidad se concentraron en los alrededores de San Sebastián al mando directo de George Lacy Evans que, a su vez, estaba a las órdenes del general Luis Fernández de Córdova.
Además de algunas escaramuzas en Hernani y los alrededores de Vitoria (donde se ubicaron definitivamente), la unidad participó en 1836 en mantener franco el puerto y la fortaleza del monte Urgull de San Sebastián ante los intentos carlistas de sitiar la ciudad y en la conquista del puerto de Pasajes. Durante el sitio de Bilbao, participaron a las órdenes de Baldomero Espartero para liberar la ciudad con su apoyo desde Portugalete.
Cuando el infante don Carlos organizó la Expedición Real, la Legión Británica siguió su retaguardia, acosándola, y conquistando diversas ciudades en la zona del actual País Vasco, frenando su avance en Navarra.
La unidad quedó disuelta, como estaba previsto, en 1837, el 10 de junio. No obstante, un número indeterminado de hombres permaneció (entre 1000 y 1500) con la expresa autorización de Espartero y combatieron en diversos frentes, entre ellos Andoáin. Pero las bajas fueron tan altas que la ya reducida unidad desapareció en la práctica.

## Cementerios rememorativos
En el monte Urgull de San Sebastián existe el llamado Cementerio de los Ingleses, un hueco frente al mar, en la ladera del monte, en el que se encuentran enterrados ciudadanos ingleses muertos en San Sebastián durante las guerras napoleónicas y la primera guerra carlista. Fue oficialmente inaugurado en 1924.
También en Santander existe un pequeño cementerio protestante donde se encuentra un monumento funerario en homenaje a los miembros allí enterrados de la Legión de Marinos Británicos. La expansión de la ciudad ha hecho que, el por entonces aislado Cementerio Británico, esté situado actualmente en uno de los principales barrios residenciales de Santander, inserto en un pequeño parque.